# Валдай 18
Валдай 18 — российский крупнотоннажный грузовой автомобиль, выпускаемый компанией Нижегородские грузовые автомобили под брендом «Валдай» с 2023 года.

## Описание
Валдай 18 дебютировал осенью 2023 года на выставке Comtrans-2023. Представляет собой шасси для городских и межрегиональных грузоперевозок, в том числе для установки надстроек.
В зависимости от длины колёсной базы грузоподъёмность варьируется от 11,8 до 12,2 тонн. Вместимость кабины составляет 2—3 места, в зависимости от наличия спального места.

## Технические характеристики
Автомобиль Валдай 18 оснащается дизельным двигателем мощностью 261 л. с. сочетающийся в паре с восьмиступенчатой механической трансмиссией.

###### Характеристики
- Двигатель — ISD270 50
- Тип двигателя —  дизельный двигатель
- Рабочий объём, куб.см. — 6690
- Максимальная мощность, кВт/л.с. (мин.-1) — 192/261 (2500)
- Максимальный крутящий момент, Нм/мин — 956 (1200 …1700)
- Коробка передач — механическая, 8-ступенчатая
- Снаряженная масса, кг — 10110
- Полная масса, кг — 18000